# Yanxi (sockenhuvudort i Kina, Zhejiang Sheng, lat 27,74, long 119,60)
Yanxi (kinesiska: 雁溪乡) är en sockenhuvudort i Kina. Den ligger i provinsen Zhejiang, i den östra delen av landet, omkring 280 kilometer söder om provinshuvudstaden Hangzhou. Antalet invånare är 1 107. Befolkningen består av 483 kvinnor och 624 män. Barn under 15 år utgör 9,0 %, vuxna 15-64 år 59 %, och äldre över 65 år 30 %.
Runt Yanxi är det ganska tätbefolkat, med 166 invånare per kvadratkilometer. Närmaste större samhälle är Dongkeng, 13,2 km nordost om Yanxi. I omgivningarna runt Yanxi växer i huvudsak blandskog.
Genomsnittlig årsnederbörd är 2 328 millimeter. Den regnigaste månaden är juni, med i genomsnitt 383 mm nederbörd, och den torraste är januari, med 67 mm nederbörd.